# Llista d'especialitats 51 de la Nomenclatura de la UNESCO
Llista d'especialitats del camp 51 (Antropologia) de la Nomenclatura de la UNESCO:
| Disciplina                              | Codi    | Especialitat                                                                |
| --------------------------------------- | ------- | --------------------------------------------------------------------------- |
| 5101 Antropologia cultural (vegeu 2402) | 5101.01 | Guarniment                                                                  |
| 5101 Antropologia cultural (vegeu 2402) | 5101.02 | Vestit                                                                      |
| 5101 Antropologia cultural (vegeu 2402) | 5101.03 | Danses, festes (vegeu 6203.02)                                              |
| 5101 Antropologia cultural (vegeu 2402) | 5101.04 | Etnomusicologia                                                             |
| 5101 Antropologia cultural (vegeu 2402) | 5101.05 | Etnolingüística                                                             |
| 5101 Antropologia cultural (vegeu 2402) | 5101.06 | Museologia                                                                  |
| 5101 Antropologia cultural (vegeu 2402) | 5101.07 | Mites                                                                       |
| 5101 Antropologia cultural (vegeu 2402) | 5101.08 | Màgia                                                                       |
| 5101 Antropologia cultural (vegeu 2402) | 5101.09 | Poemes, relats                                                              |
| 5101 Antropologia cultural (vegeu 2402) | 5101.10 | Religió (vegeu 5403.04, 5506.21, 5601, 5906.05, 6301.10, 7102.05 i 7204.04) |
| 5101 Antropologia cultural (vegeu 2402) | 5101.11 | Bruixeria                                                                   |
| 5101 Antropologia cultural (vegeu 2402) | 5101.12 | Simbolisme (vegeu 6308.03)                                                  |
| 5101 Antropologia cultural (vegeu 2402) | 5101.13 | Medicina tradicional (vegeu 3209.04)                                        |
| 5101 Antropologia cultural (vegeu 2402) | 5101.14 | Tradicions                                                                  |
| 5101 Antropologia cultural (vegeu 2402) | 5101.99 | Altres (especifiqueu)                                                       |
| 5102 Etnografia i etnologia             | 5102.01 | Agricultura                                                                 |
| 5102 Etnografia i etnologia             | 5102.02 | Armes                                                                       |
| 5102 Etnografia i etnologia             | 5102.03 | Barata                                                                      |
| 5102 Etnografia i etnologia             | 5102.04 | Intercanvi                                                                  |
| 5102 Etnografia i etnologia             | 5102.05 | Hàbitat                                                                     |
| 5102 Etnografia i etnologia             | 5102.06 | Artesania                                                                   |
| 5102 Etnografia i etnologia             | 5102.07 | Caça                                                                        |
| 5102 Etnografia i etnologia             | 5102.08 | Pesca                                                                       |
| 5102 Etnografia i etnologia             | 5102.09 | Pastura                                                                     |
| 5102 Etnografia i etnologia             | 5102.10 | Metal·lúrgia                                                                |
| 5102 Etnografia i etnologia             | 5102.11 | Ramaderia                                                                   |
| 5102 Etnografia i etnologia             | 5102.99 | Altres (especifiqueu)                                                       |
| 5103 Antropologia social                | 5103.01 | Dirigents i reialesa                                                        |
| 5103 Antropologia social                | 5103.02 | Filiació, família i parentiu                                                |
| 5103 Antropologia social                | 5103.03 | Nomadisme                                                                   |
| 5103 Antropologia social                | 5103.04 | Esclavitud i servitud                                                       |
| 5103 Antropologia social                | 5103.05 | Guerra (vegeu 6304.03)                                                      |
| 5103 Antropologia social                | 5103.99 | Altres (especifiqueu)                                                       |
| 5199 Altres (especifiqueu)              |         |                                                                             |